# Episodi di Malcolm (sesta stagione)
La sesta stagione di Malcolm è andata in onda sul canale statunitense Fox dal 7 novembre 2004 al 15 maggio 2005. In Italia è stata trasmessa in chiaro da Italia 1 dal 9 marzo al 24 marzo 2006.
Da questa stagione, cambiano i doppiatori italiani di Reese, Malcolm e Dewey.
| nº | Titolo originale       | Titolo italiano         | Prima TV USA     | Prima TV Italia |
| -- | ---------------------- | ----------------------- | ---------------- | --------------- |
| 1  | Reese Comes Home       | Sensi di colpa          | 7 novembre 2004  | 9 marzo 2006    |
| 2  | Busey's Run Away       | I culturisti            | 14 novembre 2004 | 9 marzo 2006    |
| 3  | Standee                | Una montagna di rifiuti | 21 novembre 2004 | 10 marzo 2006   |
| 4  | Pearl Harbor           | Pearl Harbor            | 5 dicembre 2004  | 10 marzo 2006   |
| 5  | Kitty's Back           | È tornata Kitty         | 12 dicembre 2004 | 13 marzo 2006   |
| 6  | Hal's Christmas Gift   | Doni fatti in casa      | 19 dicembre 2004 | 13 marzo 2006   |
| 7  | Hal Sleepwalks         | Campagna elettorale     | 16 gennaio 2005  | 14 marzo 2006   |
| 8  | Lois Battles Jamie     | La guerra di Lois       | 23 gennaio 2005  | 14 marzo 2006   |
| 9  | Malcolm's Car          | L'auto di Malcolm       | 30 gennaio 2005  | 15 marzo 2006   |
| 10 | Billboard              | La manifestazione       | 13 febbraio 2005 | 15 marzo 2006   |
| 11 | Dewey's Opera          | Opera                   | 20 febbraio 2005 | 16 marzo 2006   |
| 12 | Living Will            | La decisione            | 6 marzo 2005     | 16 marzo 2006   |
| 13 | Tiki Lounge            | L'asta                  | 13 marzo 2005    | 17 marzo 2006   |
| 14 | Ida Loses a Leg        | L'incidente             | 20 marzo 2005    | 17 marzo 2006   |
| 15 | Chad's Sleepover       | Gli emarginati          | 27 marzo 2005    | 20 marzo 2006   |
| 16 | No Motorcycles         | Il viaggio in moto      | 3 aprile 2005    | 20 marzo 2006   |
| 17 | Butterflies            | Farfalle                | 10 aprile 2005   | 21 marzo 2006   |
| 18 | Ida's Dance            | Il santo                | 17 aprile 2005   | 21 marzo 2006   |
| 19 | Motivational Speaker   | Il seminario            | 24 aprile 2005   | 22 marzo 2006   |
| 20 | Stilts                 | L'uomo dei trampoli     | 1º maggio 2005   | 22 marzo 2006   |
| 21 | Buseys Takes a Hostage | Il nuovo presidente     | 8 maggio 2005    | 24 marzo 2006   |
| 22 | Mrs. Tri-County        | Miss Tre Frontiere      | 15 maggio 2005   | 24 marzo 2006   |

## Sensi di colpa
- Titolo originale: Reese Comes Home
- Diretto da: Todd Holland
- Scritto da: Mattew Carlson

### Trama
Reese è ancora nell'esercito, e Lois vuole andare a recuperarlo: la donna riuscirà a persuadere il sergente istruttore del figlio e a scoprire dove è stato spedito. Venderà l'auto di famiglia per acquistare un biglietto aereo per Kabul.
Reese, tuttavia, appena toccato terra, si spaventa e scappa: tra un'avventura e l'altra (tra le altre cose si finge donna), finisce in India. Incredibilmente la madre gli si presenta davanti per riportarlo a casa.
Malcolm, di contro, si sente responsabile per averlo fatto scappare e inizia un periodo di volontariato all'ospedale: anche quest'esperienza finirà male.
Reese tornerà a casa e, dopo un breve abbraccio con i fratelli, si unirà a loro per l'ennesimo scherzo.

## I culturisti
- Titolo originale: Busey's Run Away
- Diretto da: Bryan Cranston
- Scritto da: Michael Glouberman

### Trama
Hal deve trovare lavoro: per passare il tempo porta Jamie al parco e qui conosce un gruppo di aitanti culturisti. Subito diventa il loro capo, perché risulta il più intelligente, e li sfrutta facendosi trascinare l'auto (che è un rottame). Dewey non è più obbligato a stare nella classe differenziale, ma i compagni di classe si sentono perduti senza di lui. I bambini scapperanno andando a vivere sugli alberi, dove Dewey stesso li aiuterà con cibo e vettovaglie. Per trovare i bambini scomparsi, Hal assolda il suo gruppo di culturisti che trovano casualmente i compagni di Dewey. Quest'ultimo capisce che senza di lui sono persi, e si finge impazzito per essere riammesso nella classe speciale. Hal riceve una telefonata d'assunzione da un'azienda, e deve salutare i suoi amici "gorilloni".

## Una montagna di rifiuti
- Titolo originale: Standee
- Diretto da: David D'Ovidio
- Scritto da: Rob Ulin

### Trama
Hal costruisce una struttura-gioco gigante per gatti, Lois non vuole avere un gatto e Hal è costretto a buttarla. Ma il netturbino non prende la struttura perché troppo grande. Così inizia una battaglia in cui i due si scaricano rifiuti l'uno nel giardino dell'altro, battaglia che coinvolge anche Reese.
Lois è stata riassunta al Lucky Aide in prova. Viene esposta una sagoma pubblicitaria raffigurante un inserviente nero con delle birre in mano, sagoma che Lois reputa terribilmente razzista, e ordina a Malcolm di rimuoverla ma il ragazzo rifiuta, per seguire gli ordini del capo. Alla fine Lois deciderà che tenere quella sagoma è giusto (proprio mentre Malcolm voleva invece rimuoverla), dopo uno scambio di battute con una collega, la quale riteneva giusta la rimozione perché attirava troppi neri al negozio. A questo punto Malcolm va in crisi: se rimuove la sagoma, sembrerà spirito di contraddizione; se la lascia lì darebbe ragione alla madre.

## Pearl Harbor
- Titolo originale: Pearl Harbor
- Diretto da: Peter Lauer
- Scritto da: Neil Thompson

### Trama
Hal è in una guerra personale con un vicino, e decide di costruire una rappresentazione della battaglia di Pearl Harbor. In questo si fa aiutare da Dewey, il quale deve comporre un tema su di lui, "il mio eroe". Ma Hal scoprirà che Dewey ha riempito di menzogne il tema, perché Hal in fondo è un inetto. Così i due non collaborano più al progetto.
Jessica inizia a frequentare la casa, come al solito mette zizzania tra Malcolm e Reese, tanto da convincere Lois a portare tutta la famiglia a vedere "Mamma mia": inoltre dice ai due fratelli, separatamente, che l'altro è gay. Quando i due lo scoprono, passano al contrattacco e tramite un trucchetto convincono la madre che Jessica abbia una storia con Malcolm. Finirà che lei ufficialmente sarà bandita dalla casa, ma Lois già sa che, facendo così, i suoi figli faranno entrare di nascosto la ragazza.
Hal e Dewey faranno la pace, soprattutto dopo aver visto la splendida ricostruzione del vicino: una notte, la riempiranno di vermi, in modo che il modellino e il vicino stesso siano attaccati dai corvi.

## È tornata Kitty
- Titolo originale: Kitty's back
- Diretto da: Peter Lauer
- Scritto da: Matthew Carlson

### Trama
Al compleanno di Dewey sono invitati Abe e Stevie: si parla, tanto per cambiare, di Kitty e del fatto che a quanto pare si sia data alla pornografia. Inoltre, Stevie deve vincere un premio per la gentilezza, e tutti si complimentano con lui. Quando i due amici si allontanano, Lois vede Kitty che spia dalla finestra: la donna vuole tornare dalla sua famiglia, ma Lois decide di non appoggiarla, dopo i due anni di assenza.
A sera tarda arriva Francis, che vuole iniziare Dewey alla "fratellanza", una scusa per sfruttarlo e prenderlo in giro.
Il giorno dopo la festa, Abe arriva adirato a casa della famiglia: Kitty è tornata a casa e lui l'ha accolta, ma non ha gradito il fatto che Lois non abbia aiutato Kitty.
Malcolm aiuta Stevie con il discorso di ringraziamento: registra la voce dell'amico e taglia le parti in cui si sente il suo asma, rendendo più fluido e veloce l'ascolto.
Alla premiazione, Lois capisce di aver sbagliato con Kitty: se l'han perdonata il marito e il figlio, dovrebbe perdonarla anche lei, e così fa. Il discorso di Stevie però è stato manomesso da Reese, e riempito di volgarità al posto delle parole gentili originali.
Reese passa tutta la puntata a spellarsi, convinto di poter creare così un suo clone.
Guest star: Merrin Dungey (Kitty Kenarban), Tania Raymonde (Cynthia) e Freddie Smith (Trent)

## Doni fatti in casa
- Titolo originale: Hal's Christmas Gift
- Diretto da: David Grossman
- Scritto da: Alex Reid

### Trama
È Natale, ma la famiglia non ha abbastanza soldi per i regali, inoltre Lois rompe l'auto, pertanto si decide di realizzare dei doni fatti in casa, a costo zero. Ai festeggiamenti partecipano anche Francis e Piama. I ragazzi regalano ai genitori oggetti bellissimi, mentre Hal ha preparato solo dei "buoni per un abbraccio". Il padre di famiglia convince gli altri che il regalo sia chissà dove, e partono tutti senza alcuna meta.
Si scopre che Malcolm ha una carta di credito segreta, con la quale ha acquistato i regali: Hal si finge sorpreso e tradito e la famiglia utilizzerà la carta di Malcolm per andare in montagna.
Durante il viaggio in auto si scopre, inoltre, che Francis ha perso il lavoro al Grotto.

## Campagna elettorale
- Titolo originale: Hal Sleepwalks
- Diretto da: David D'Ovidio
- Scritto da: Gary Murphy

### Trama
Hanson e Zoey, due compagni della classe speciale di Dewey, ricevono la proposta di candidarsi come capo del Consiglio Studentesco da parte di Kyle, un bambino "normale": Dewey intuisce immediatamente che Kyle vuole deridere gli altri due, e propone il suo nome a un professore: Kyle dunque concorrerà per non essere battuto da due della classe speciale. Alla fine Hanson verrà acclamato dalla folla di ragazzini semplicemente per l'uso di volgarità varie. Non si sa chi vincerà, alla fine.
Malcolm compra una chitarra, ma compone una canzone che si rivela essere già stata scritta anni addietro. Restituirà lo strumento dopo aver capito di non aver alcun talento musicale.
Hal diventa sonnambulo per lo stress di cosa regalare alla moglie: Reese sfrutta la condizione del padre per ottenere aiuti e regali. Alla fine sarà Lois a suggerire al marito i regali perfetti.

## La guerra di Lois
- Titolo originale: Lois Battles Jamie
- Diretto da: Steve Welch
- Scritto da: Michael Glouberman

### Trama
Jamie cresce, e diventa un bambino pestifero: scappa dalla madre, non mangia, arriva addirittura a buttare addosso a Lois una credenza.
I ragazzi trovano un trampolino, e Reese impazzisce per trovare qualcosa di divertente ma stupido da fare con lui. Si scopre che lui si sente crescere, e potrebbe essere l'ultima occasione per fare qualche stupidata.
I genitori chiamano Francis per trovare aiuto (è sempre stato considerato il loro figlio peggiore) e tramite i suoi ricordi d'infanzia scoprono che Lois lo ha traumatizzato bruciando il suo orsacchiotto per fargli capire che il fuoco può far male (e facendosi lei stessa male a una mano). Si scopre anche che, un tempo, era Lois il genitore debole, mentre Hal era l'"orco cattivo".
Malcolm e Dewey aiutano Reese trovando un gioco stupido da fare col trampolino (Reese dovrebbe indossare dei razzi da segnalazione, saltare dal trampolino e teoricamente prendere il volo), ma appena quest'ultimo mette piede sul primo gradino, il trampolino gli crolla addosso.
La puntata termina con la soluzione del perché Jamie era impazzito: Reese gli dava di nascosto della cola.

## L'auto di Malcolm
- Titolo originale: Malcolm's Car
- Diretto da: Peter Lauer
- Scritto da: Alex Reid

### Trama
Malcolm acquista un'auto, che in realtà è un rottame: per ogni nuovo pezzo che le monta ce n'è un altro che si rompe. Arriva quasi ad esserne ossessionato, così Reese e Stevie chiamano la "Automobilisti Anonimi". Finirà che Malcolm rimarrà rinchiuso in auto nel garage, e rischia di morire soffocato dai fumi di scarico, ma verrà salvato da Stevie.
Hal, per caso, scopre di essere bravissimo a tagliare i capelli e svolge questa professione in casa, ma gratuitamente.
Per caso, la moglie del capo di Lois viene a farsi tagliare i capelli e si scopre che ha una relazione con Craig. Quando l'uomo si dichiarerà a lei, si scoprirà che aveva anche una seconda relazione clandestina.

## La manifestazione
- Titolo originale: Billboard
- Diretto da: James Simons
- Scritto da: Andy Bobrow

### Trama
Hal sgrida i ragazzi perché passano il sabato pomeriggio in casa: a loro viene in mente di salire su un cartellone pubblicitario per imbrattarlo e scriverci "Io voglio Reese" (I want Reese). Quando la madre li scopre, loro corrono ai ripari: invece che scriverci "I want Reese", scrivono "I want respect", attirando così i gruppi femministi della zona in manifestazione. Lois fa di tutto per farli scendere.

## Opera
- Titolo originale: Dewey's Opera
- Diretto da: Linwood Boomer
- Scritto da: Eric Kaplan

### Trama
Lois e Hal litigano perché lei compra un materasso matrimoniale più grande: Dewey approfitterà di ciò per scrivere un'opera su questa storia.
Malcolm e Reese costruiscono uno slittino da strada, ma vengono sempre battuti da un corridore misterioso, che si scopre essere Stevie: scommettono l'un l'altro del denaro, e vince Stevie.

## La decisione
- Titolo originale: Living Will
- Diretto da: Steve Love
- Scritto da: Jennifer Celotta

### Trama
All'insicuro e indeciso Hal viene assegnato un compito: un vicino ha lasciato scritto nel testamento che sarebbe toccato a lui decidere se staccare o meno la spina in caso di coma. Hal passa tutta la puntata nell'indecisione, ma alla fine trova una soluzione che non viene rivelata allo spettatore.
Craig si presenta ai ragazzi chiedendo di essere "addestrato" al combattimento sporco: si scopre che gli serve da usare contro il padre, un uomo atletico e fissato con il fitness, che vuole cedergli una catena di palestre, ma a Craig non interessa. Proprio quando quest'ultimo è sul punto di cedere, Malcolm trova una foto di sua madre, grassa come Craig stesso, il che cozza con la versione datagli dal padre secondo cui anche la madre era molto atletica. Craig e suo padre si separano.

## L'asta
- Titolo originale: Tiki Lounge
- Diretto da: Peter Lauer
- Scritto da: Jay Kogen

### Trama
Hal e Lois scoprono di parlare pochissimo durante il giorno a causa dei numerosi impegni di entrambi. L'uomo decide quindi di creare una "ora del Tiki", in cui la coppia può rilassarsi nel garage addobbato stile hawaiano senza scocciature di sorta. Qui si scopre che, mentre Hal crede nel Paradiso, Lois ritiene che la vita sia solo quella terrena, e Hal rimane molto offeso.
Malcolm è "costretto" da Herkabe a entrare in un club di volontari scolastici: qui ovviamente vengono bocciate tutte le sue idee, seppur giuste, ad esempio sulla riduzione della spesa per il numero di palloncini per le feste per gli orfani, per investire quel denaro in doni per gli orfani stessi. Viene organizzata un'asta di oggetti di nessun valore, in cui Malcolm è il banditore: il ragazzo, per riscattarsi, decide di mettere all'asta oggetti personali degli altri volontari (foto delle medie, biglietti della mamma...) guadagnando un sacco di soldi. L'idea funzione, ma non si riscatterà perché i volontari stessi, capito di poter guadagnare molto, proporranno loro stessi altri oggetti, mettendo in ombra l'idea di Malcolm.
Reese sfida Jamie a chi è più intelligente, sotto lo sguardo preoccupato di Dewey.

## L'incidente
- Titolo originale: Ida Loses a Leg
- Diretto da: Steve Welch
- Scritto da: Andy Bobrow

### Trama
Ida è a casa, e fa il primo gesto di generosità della sua vita: salva Dewey da un camion, rimettendoci una gamba. La donna deve tornare a casa ed essere accudita dall'odiato nipote Francis, ma i due trovano un punto d'unione: invece di litigare, discutono di quanto sia opprimente e fastidiosa Lois.
Malcolm e Reese vogliono trovare un momento di debolezza dell'altro per incollargli la mano alla faccia, arrivando a non dormire. Finirà che s'incolleranno da soli al pavimento.
Dewey vuole fare un funerale alla gamba della nonna, ma la gamba verrà mangiata da un cane che Hal ha portato a casa.

## Gli emarginati
- Titolo originale: Chad's Sleepover
- Diretto da: David D'Ovidio
- Scritto da: Rob Ulin

### Trama
Malcolm e Reese scoprono di essere degli emarginati: gli altri ragazzi non li invitano mai alle feste né li avvisano di quando saltano le lezioni. Fanno un esame di coscienza e pensano che tutti siano solo invidiosi della loro saccenza e violenza. Si presentano a una festa mascherati da mostri con l'intenzione di spaventare tutti, ma l'intento fallisce (stanno tutti pomiciando).
Si rompe il frullatore, e Lois cerca la garanzia, finita chissà dove. Inizia a cercarla disperatamente, perché la garanzia è a vita.
Dewey invita un suo compagno di classe, Chad, che è fortemente autistico: ordina tutti gli oggetti di casa per tipo (le scarpe tutte assieme, le lampade, i libri...), arrivando anche a colpire con un'accetta i vestiti per dividerne i pezzi per colore. Dewey entra in urto col padre che non voleva il ragazzino in casa, ma è proprio il padre a calmare Chad, mostrandogli un libro in cui aveva iniziato a riempire tutti i buchi delle lettere.
Alla fine si ritroverà la garanzia proprio grazie a Chad, che l'ha attaccata al frullatore stesso ("Le foto vanno sempre sugli oggetti fotografati"). La puntata finirà con la famiglia sconvolta per aver visto una foto di Lois nuda, attaccata alla sua schiena.

## Il viaggio in moto
- Titolo originale: No Motorcycles
- Diretto da: James Simons
- Scritto da: Andy Bobrow

### Trama
È il giorno del ventunesimo compleanno di Francis, e quest'ultimo si ricorda di una promessa fattagli dal padre: un viaggio in moto proprio in occasione del ventunesimo compleanno. Il problema è che Lois non vuole che Hal torni in moto, le considera troppe pericolose. Per sbaglio le due moto vengono portate a casa invece che al distributore di benzina indicato, e i due sono costretti a scappare dalle ire di Lois. La serata risulterà ottima, e si scoprirà che Francis è diventato astemio. Hal si abbatte perché Francis fa un sacco di cose senza di lui. Prima di tornare a casa, per dare ragione alle mogli sulla pericolosità delle moto, e quindi attenuarne la rabbia, Hal rompe il naso a Francis il quale rompe un dito al padre.
I ragazzi ricevono la visita di Randy, un ragazzo enorme che li aspetta fuori casa per picchiarli, per chissà quale motivo. Il ragazzo aspetta per ore, e il primo che si fa avanti tra i tre è Dewey, che però non era l'obiettivo (viene comunque picchiato come riscaldamento). Malcolm e Reese impazziscono per sapere chi sarà la vittima. Il secondo a "offrirsi" sarà Reese, ma nemmeno lui è l'obiettivo. Infine Randy verrà fatto entrare in casa da Reese e Dewey, ma si scoprirà che non era nemmeno Malcolm l'obiettivo. Malcolm stesso verrà picchiato dai fratelli.
La cena di compleanno di Francis si svolge dunque con gli uomini della famiglia costretti a mangiare carne frullata.

## Farfalle
- Titolo originale: Butterflies
- Diretto da: David Grossman
- Scritto da: Michael Glouberman

### Trama
Reese lavora un giorno come disinfestatore, ma siccome il suo capo viene arrestato, gli rimane una scatola con mille bruchi. Alla fine della puntata si trasformeranno tutti in farfalle nella sua camera da letto.
Malcolm conosce Wendy, una ragazza che lavora anch'essa al Lucky Aide, e sembrano piacersi. Lavorando in un turno di notte (ovviamente con Craig e Lois) Malcolm scopre che un uomo si è stabilito nel minimarket, tra gli scaffali. L'uomo, tuttavia, non ha mai rubato nulla, anzi, ha spesso aiutato Craig a non strozzarsi mangiando dolcetti. L'uomo da inoltre dei consigli a Malcolm su Wendy. Quando Lois scopre della sua esistenza, avvisa tutti di aver chiamato la polizia, ma appena termina il suo turno se ne va come nulla fosse. Malcolm sciorina tutte le cose che sa su Wendy alla ragazza stessa, che si spaventa credendolo un maniaco.

## Il santo
- Titolo originale: Ida's Dance
- Diretto da: Steve Welch
- Scritto da: Eric Kaplan

### Trama
Lois va a trovare Ida. La nonna ha conosciuto altre donne sue compatriote fumatrici incallite come lei, pronte per festeggiare il giorno di San Grotus, il patrono del loro paese natale. Lois, per non sfigurare, rimane con loro a preparare la torta del santo, un terribile dolce a 31 strati, ognuno simboleggiante una delle gesta del santo. Ad ogni minimo errore il lavoro di Lois viene distrutto, fino a farla umiliare davanti a un'altra torta molto più grande e bella della sua. I festeggiamenti terminano con una complicata danza nella quale Ida e Lois fanno un figurone.
A casa, Malcolm ha iniziato un corso di ascolto di musica, in cui però prende un'insufficienza. Si fa quindi aiutare da Dewey, ma dopo un litigio Malcolm gli alza al massimo il volume delle cuffie che rendono Dewey sordo. Per un incidente, anche Malcolm diventa sordo.
Hal e Reese approfittano dell'assenza di Lois per vedere terribili film horror, di cui Reese è appassionato ma che sconvolgono Hal. Il padre sopporterà la situazione per un po' per stare assieme al figlio, finché non confesserà tutto.

## Il seminario
- Titolo originale: Motivational Speaker
- Diretto da: Steve Love
- Scritto da: Rob Ulin

### Trama
Reese, pulendo il giardino dai rifiuti, fa amicizia con un branco di cani nel quale entra, stupendo Malcolm. Reese impazzisce, inizia a comportarsi da cane e a compiere scorribande con loro. Arriverà a esserne il capobranco e ad essere arrestato per essere entrato in un pollaio. I cani sono stati poi castrati.
Hal partecipa a un seminario motivazionale: il retore deve andarsene all'ultimo dopo aver sconvolto tutto l'uditorio, ed è proprio Hal, distrattosi a disegnare, a risollevare il morale di tutti senza neanche accorgersene. Presto diventa lui retore dei seminari, dicendo però sciocchezze e parole a vanvera ma riscuotendo comunque molto successo.
Dewey "tradisce" Lois frequentando un'altra mamma: Lois si offende come un'amante tradita.

## L'uomo dei trampoli
- Titolo originale: Stilts
- Diretto da: Linwood Boomer
- Scritto da: Michael Glouberman

### Trama
Al Lucky Aide viene licenziato Sam, l'uomo sui trampoli, l'attrazione del negozio, e Malcolm diventa il nuovo uomo sui trampoli. Sam si ripresenta al Lucky Aide sui trampoli, e qui ingaggia una lotta col ragazzo. Alla fine, si scopre che Malcolm aveva trovato un lavoro al circo per Sam.
Jamie trova una collana, che a quanto pare fa parte del cosiddetto Tesoro, una serie di gioielli di Lois che Francis nascose prima di partire per l'accademia militare. Siccome la ricompensa per il Tesoro andrebbe divisa tra i tre ragazzi, Dewey chiede al muto Jamie di trovare tutti i "pezzi del Tesoro" per tenere la ricompensa per sé. I due finiscono i casa altrui, venendo ripescati da un poliziotto.
Hal spende erroneamente un sacco di denaro in telefonate erotiche, e per farsi perdonare compra un paio di costose scarpe che Lois desiderava tanto.
Reese inizia a lavorare per una casa farmaceutica, per provare nuove pillole: finirà senza sapere come a dorso di un cavallo, poi butterà giù Sam mentre lotta con Malcolm.

## Il nuovo presidente
- Titolo originale: Buseys Takes a Hostage
- Diretto da: David D'Ovidio
- Scritto da: Gary Murphy

### Trama
Malcolm e Hal partecipano a una riunione dell'assicurazione di quartiere a cui però non partecipa mai nessuno da vent'anni: il legale è disperato e Hal, dietro suggerimento di Malcolm, diventa il nuovo presidente dell'associazione. Malcolm arriva ad amministrare un conto di più di 83.000 dollari sfruttando l'inettitudine del padre, ovviamente utilizzando il denaro per idee personali (un'auto, una sala prove, tornei di pallavolo femminile...). Il progetto andrà a monte perché Hal scrive dei volantini con un elenco di regole (con tanto di multa) per non aver abbracciato il figlio, per non tenere il giardino in ordine e altre assurdità: il quartiere si ribellerà.
Francis vuole provare con Dewey dei giochi per un campeggio estivo, e torna a casa. Questo però cozza con l'impegno che Dewey ha verso i suoi compagni di classe squilibrati, i quali chiedono sempre aiuto a lui per qualsiasi cosa. Un giorno in cui Dewey è con Francis, però, i compagni legano e imbavagliano il professore, che faceva loro costruire portachiavi con i laccetti.
Si scopre, tra l'altro, che Francis ha convocato Dewey perché lo riteneva emotivamente disturbato, e il campeggio è per bambini con problemi.
Dewey e Francis arrivano a scuola dove scoprono che i compagni di classe hanno legato anche due bidelli e il preside. Francis ha un portachiavi fatto dai bambini, ma che ha acquistato a duecento miglia da lì. Si scopre quindi un giro di lavoro minorile per il quale la scuola potrebbe essere denunciata, così gli adulti per "ricambiare" non denunciano i ragazzini per il sequestro.
Reese deve studiare per la prima volta nella sua vita. Alla fine della puntata, verrà bocciato, e dovrà ripetere l'anno.

## Miss tre frontiere
- Titolo originale: Mrs. Tri-County
- Diretto da: David D'Ovidio
- Scritto da: Gary Murphy

### Trama
Malcolm, Reese e Dewey iscrivono per scherzo Lois alla parata delle Miss delle tre frontiere, una sfilata di donne sposate: Lois decide di partecipare per sentirsi migliore della sorella Susan, ex modella e partecipante di fiere simili.
Alla parata è presente anche Herkabe in veste di giudice, che non perde occasione per sfruttare Malcolm minacciandolo di non far vincere Lois, ad esempio facendogli portare bigliettini alle varie partecipanti.
Reese ruba un manuale di bellezza per i giudici e leggendolo si ritiene bellissimo, dimenticando che i parametri sono per donne di mezza età. Per questo si mostra ad una esperta di moda lì presente convinto di poter intraprendere una carriera da modello, ma è solo una sua illusione.
Lois trova nelle altre concorrenti delle nemiche, che la ritengono inferiore alla sorella Susan. Si farà notare usando il suo "talento di famiglia", fischiettando a lungo e ricevendo uno scrosciante applauso che le farà vincere la fascia di Miss.